# Johannes Lebech

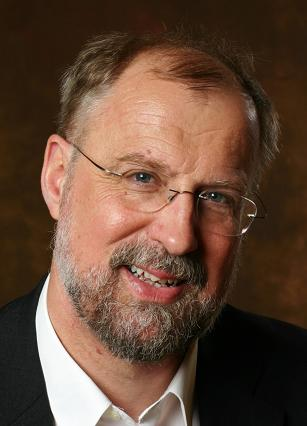
Johannes Lebech

Niels Johannes Lebech, född 12 september 1948 i Skive, är en dansk politiker, medlem i Radikale Venstre sedan 1980.

## Biografi
Johannes Lebech är son till skolinspektören Kristen Lebech och dennes hustru Edith Nielsen. Lebech tog studenten vid Viborg katedralskole 1967. Han blev cand. mag. i danska och historia vid Aarhus universitet 1975 och åren 1994-1996 genomförde Lebech europastudier vid Jysk Åbent Universitet.
Åren 1967-1969 var han sektionsledare i civilförsvaret. Vidare har han arbetat som undervisningsassistent vid Aarhus universitet 1973-1975, lärare vid Holstebro handelsskole 1975-1978 och som lektor på Holstebro gymnasium og HF från 1978.
Lebech är gift med gymnasieläraren Helle Volquartz; tillsammans har paret tre barn.

## Som kyrkominister
Lebech övertog ämbetet som kyrkominister från partikollegan Margrethe Vestager 21 december 2000. Han var tidigare landsformand för Radikale Venstre 1997-2000. Lebechs tid som kyrkominister kännetecknades av en bred debatt om kyrkan och gemensamma värden för danskar och för invandrare.